# 22 noiembrie
ianuarie • februarie • martie  • aprilie  • mai  • iunie  • iulie  • august  • septembrie  • octombrie  • noiembrie  • decembrie
22 noiembrie este a 326-a zi a calendarului gregorian și a 327-a zi în anii bisecți. Mai sunt 39 de zile până la sfârșitul anului.

## Evenimente

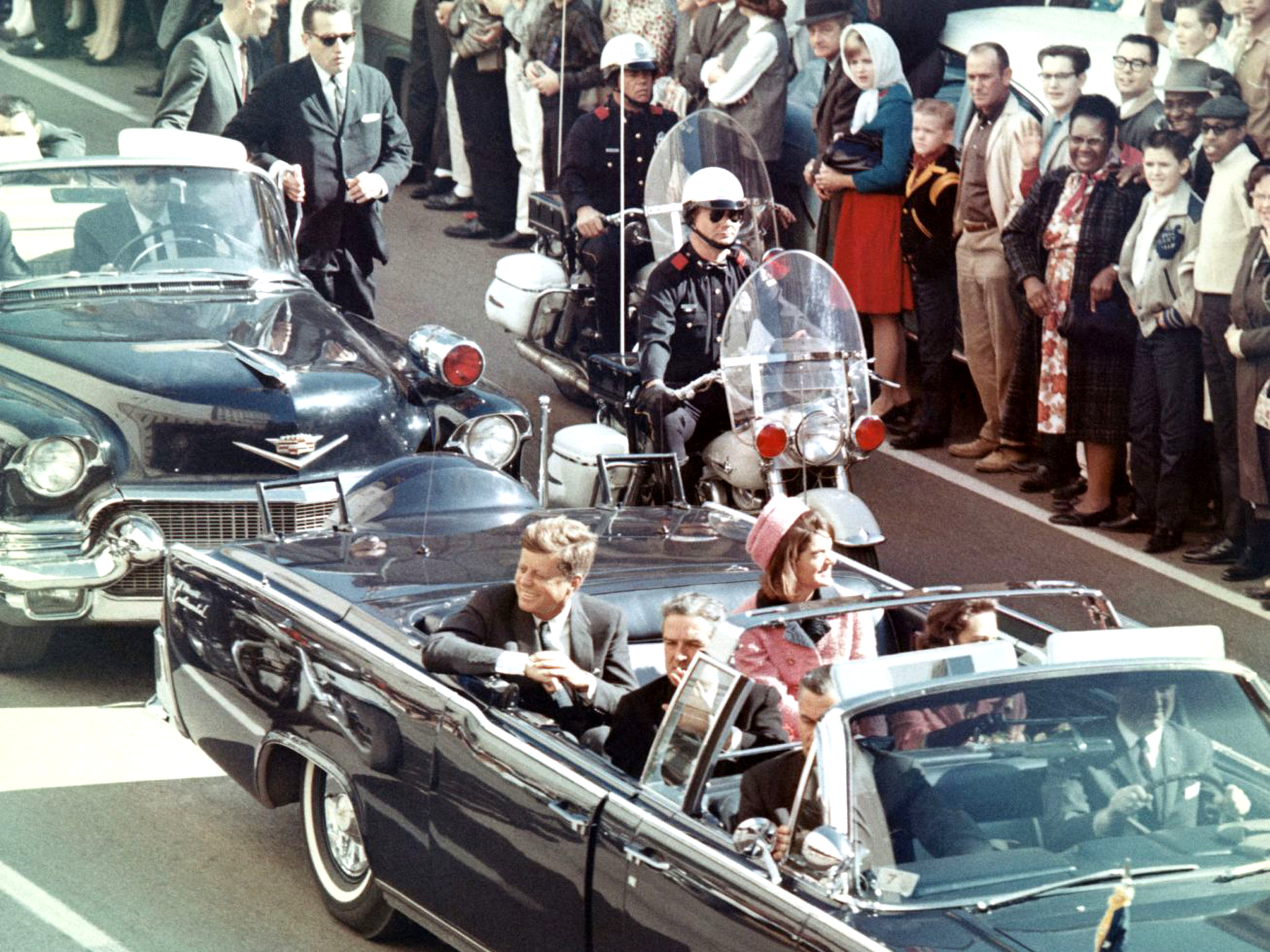
1963: Imagine a președintelui american John F. Kennedy în limuzină, în Dallas, Texas, pe Main Street, câteva minute înainte de asasinare. De asemenea, în limuzina prezidențială se află: Jacqueline Kennedy, guvernatorul statului Texas John Connally și soția lui, Nellie.

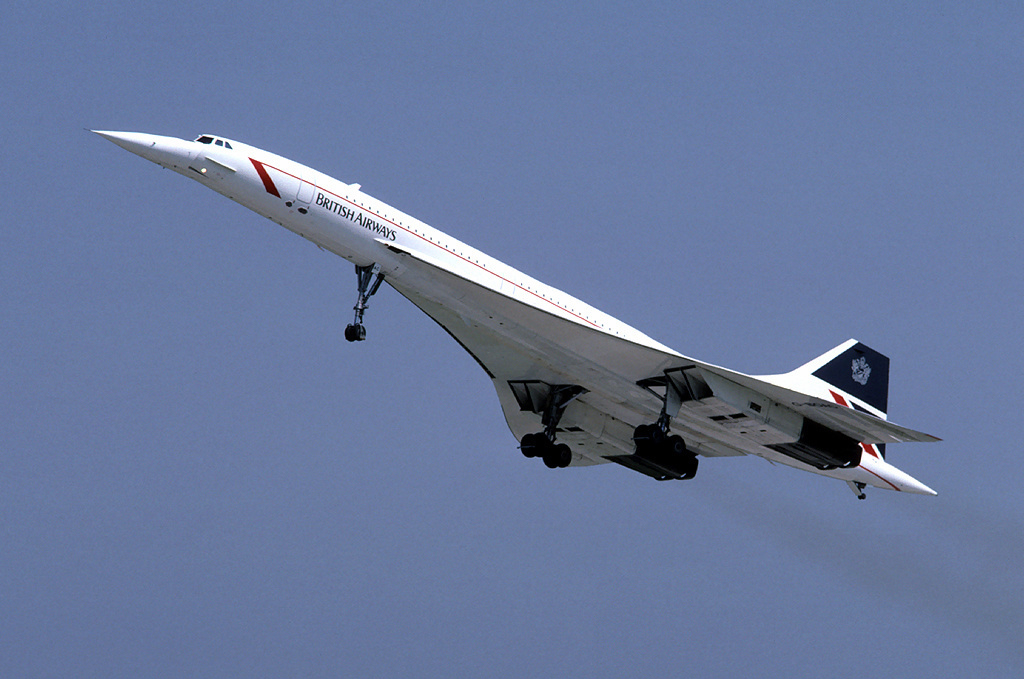
1977: Concorde decolează cu primul său zbor supersonic de la Paris la New York.

- 1220: Frederic al II-lea este încoronat în Roma de către papa Papa Honoriu al III-lea  ca împărat al Sfântului Imperiu Roman.
- 1286: Regele danez Eric al V-lea este ucis în Iutlanda de asasini îmbrăcați în călugări franciscani.
- 1307: Papa Clement al V-lea emite bula papală Pastoralis Praeeminentiae care instruia toți monarhii creștini din Europa să-i aresteze pe toți templierii și să le confisce bunurile.[1]
- 1574:  Navigatorul spaniol Juan Fernández, care naviga spre sud între Callao și Valparaíso descoperă un arhipelag și numește insulele Más Afuera, Más un Tierra și Santa Clara. Mai târziu arhipelagul va fi denumit Insulele Juan Fernández.
- 1806: Începe un nou război ruso–turc desfășurat pe teritoriul Moldovei și Țării Românești. Conflictul se va încheia prin Pacea de la București din 28 mai 1812, în urma căreia Basarabia intra în componența Rusiei.
- 1861: În urma consensului stabilit la Conferința reprezentanților Porții Otomane și ai Puterilor garante, Poarta Otomană emană "Firmanul de organizare administrativă a Moldovei și Valahiei" prin care admite unirea administrativă și politică a Principatelor.
- 1869: S-au deschis cursurile Facultății de Medicină din București. Primul decan a fost medicul chirurg Nicolae Turnescu.
- 1873: Transatlanticul francez cu aburi Ville du Havre se scufundă la 12 minute după ce s-a ciocnit cu nava comercială scoțiană Loch Earn în Atlanticul de Nord, cu pierderea a 226 de vieți.
- 1880: Principele Carol I primește acordul scris din partea familiei sale privind succesiunea la tronul României, reglementată prin Constituție: „În lipsă de descendenți de sex masculin în linie dreaptă ai A.S.R. Carol Hohenzollern–Sigmaringen, succesiunea la tron va reveni celui mai în vârstă dintre frații săi sau descendenților lor...”.
- 1906: La Convenția Internațională de Radio și telegrafie de la Berlin, s-a aprobat utilizarea mesajelor SOS în caz de pericol.
- 1913: A fost inaugurată clădirea Teatrului "Mr. Gh. Pastia" din Focșani.
- 1918: Marele Duce Friedrich al II-lea de Baden, care renunțase deja la 13 noiembrie provizoriu la afacerile de stat, demisionează anunțând oficial abdicarea liniei de Baden.
- 1931: Se deschide pentru public Muzeul de Istorie al Bucureștiului, în Casa Moruzi din Calea Victoriei nr.117. După anul 1959, colecțiile muzeului vor fi adăpostite în incinta Palatului Șuțu (din 1999, poartă denumirea de Muzeul Municipiului București).
- 1942: Al Doilea Război Mondial: Bătălia de la Stalingrad, generalul Friedrich Paulus îi trimite lui Adolf Hitler o telegramă spunându-i că armata a 6-a germană este înconjurată de Armata Roșie.

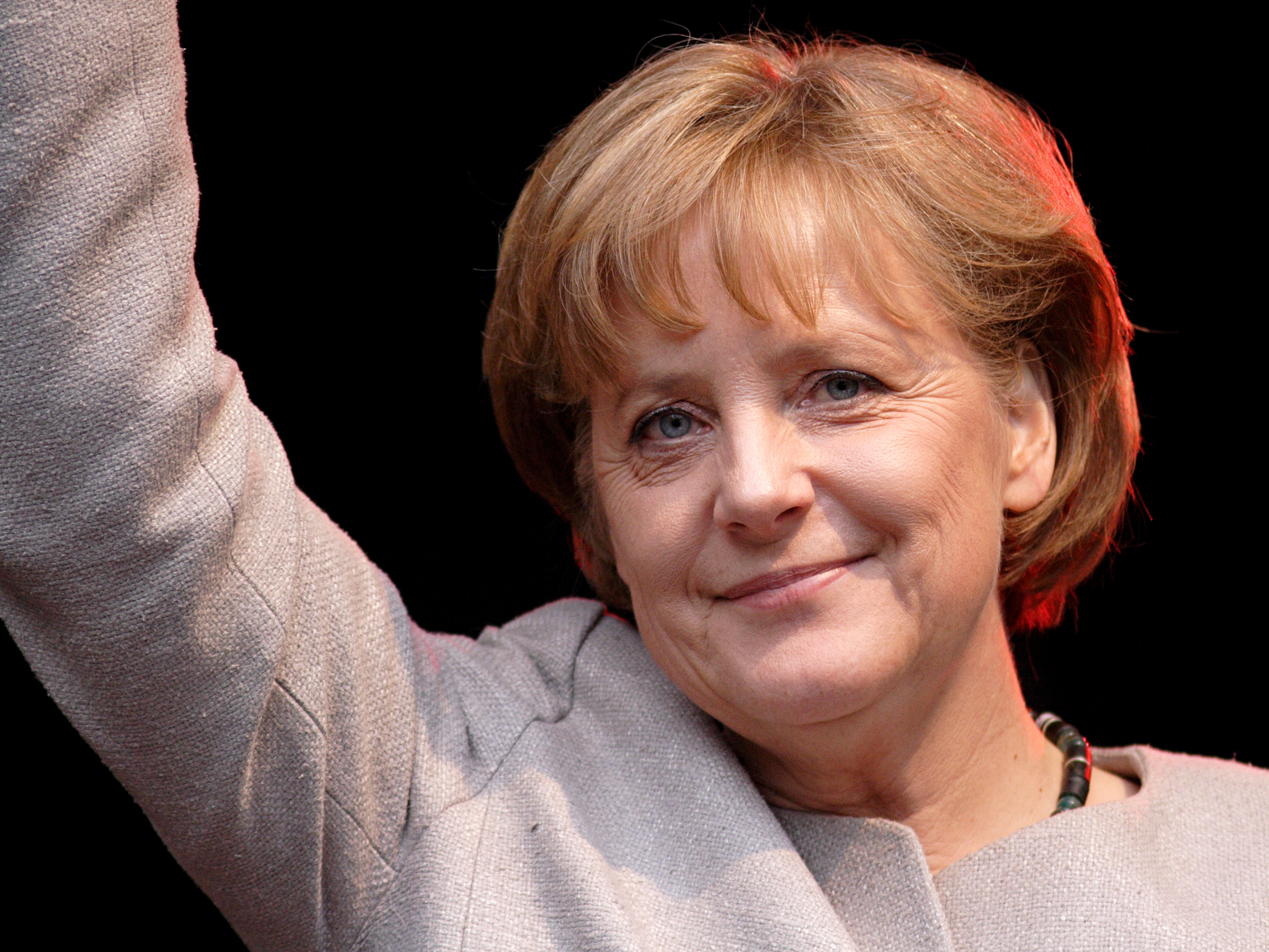
2005: Angela Merkel devine prima femeie cancelar al Germaniei.

- 1943: Al Doilea Război Mondial: Președintele american Franklin Roosevelt, premierul britanic Winston Churchill și liderul chinez Chiang Kai-Shek se întâlnesc la Cairo pentru a pune la punct un plan de înfrangere a Japoniei.
- 1943: Libanul își câștigă independența față de Franța.
- 1955: Uniunea Sovietică lansează RDS-37, o bombă cu hidrogen în două etape de 1,6 megatone, proiectată de Andrei Saharov. Bomba a fost aruncată peste Semipalatinsk.[2]
- 1956: Jocurile Olimpice de Vară se deschid la Melbourne, Australia; România a obținut 13 medalii (5 aur, 3 argint, 5 bronz).
- 1963: Are loc asasinarea președintelui american, John F. Kennedy, în Dallas, Texas. Vicepreșdintele Lyndon B. Johnson depune jurămâtul ca nou președinte.
- 1963: The Beatles lansează al doilea album de studio With the Beatles, la opt luni după albumul Please Please Me.
- 1968: The Beatles lansează al nouălea album de studio White Album.
- 1975: Juan Carlos a fost încoronat rege al Spaniei după moartea lui Francisco Franco.
- 1977: Concorde decolează cu primul său zbor supersonic de la Paris la New York.
- 1990: Marea Britanie: Margaret Thatcher demisionează din postul de premier.
- 2003: Revoluția Trandafirilor din Georgia: Opoziția, purtând trandafiri în mâini, ocupă Parlamentul din Tbilisi și cere demisia președintelui Eduard Șevardnadze.
- 2004: Revoluția Portocalie din Ucraina: Zeci de mii de manifestanți s-au adunat, în Piața Independenței din Kiev, la apelul candidatului opoziției, Victor Iușcenko, pentru a denunța fraudele comise în alegerile prezidențiale din 21 noiembrie.
- 2005: Angela Merkel devine prima femeie cancelar al Germaniei.
- 2005: Trupa Rolling Stones lansează noul album intitulat Rarities; albumul conține 16 piese și este realizat de Hear Music în colaborare cu Virgin Records.
- 2009: Primul tur al alegerilor prezidențiale din România și referendumul pentru Parlamentul unicameral. Pentru al doilea tur de scrutin la prezidențiale, rămân în cursă: candidatul PSD Mircea Geoană și președintele în exercițiu Traian Băsescu. Prezența la vot a fost de 53,52%.[3]
- 2010: Artistul Kanye West lansează albumul intitulat My Beautiful Dark Twisted Fantasy; albumul conține 12 piese și este considerat de mulți cel mai bun album din istoria muzicii contemporane.

## Nașteri
- 1428: Richard Neville, al 16-lea Conte de Warwick (d. 1471)
- 1515: Marie de Guise, nobilă franceză, regină a Scoției (d. 1560)
- 1532: Anna a Danemarcei, Electoare a Saxoniei (d. 1585)
- 1533: Alfonso di Ercole II d'Este, Duce de Ferrara (d. 1597)
- 1602: Elisabeta a Franței, prima soție a regelui Filip al IV-lea al Spaniei (d. 1644)
- 1693: Louise Élisabeth de Bourbon, Prințesă Conti, Ducesă de Étampes (d. 1775
- 1706: Charles Spencer, Duce de Marlborough (d. 1758)

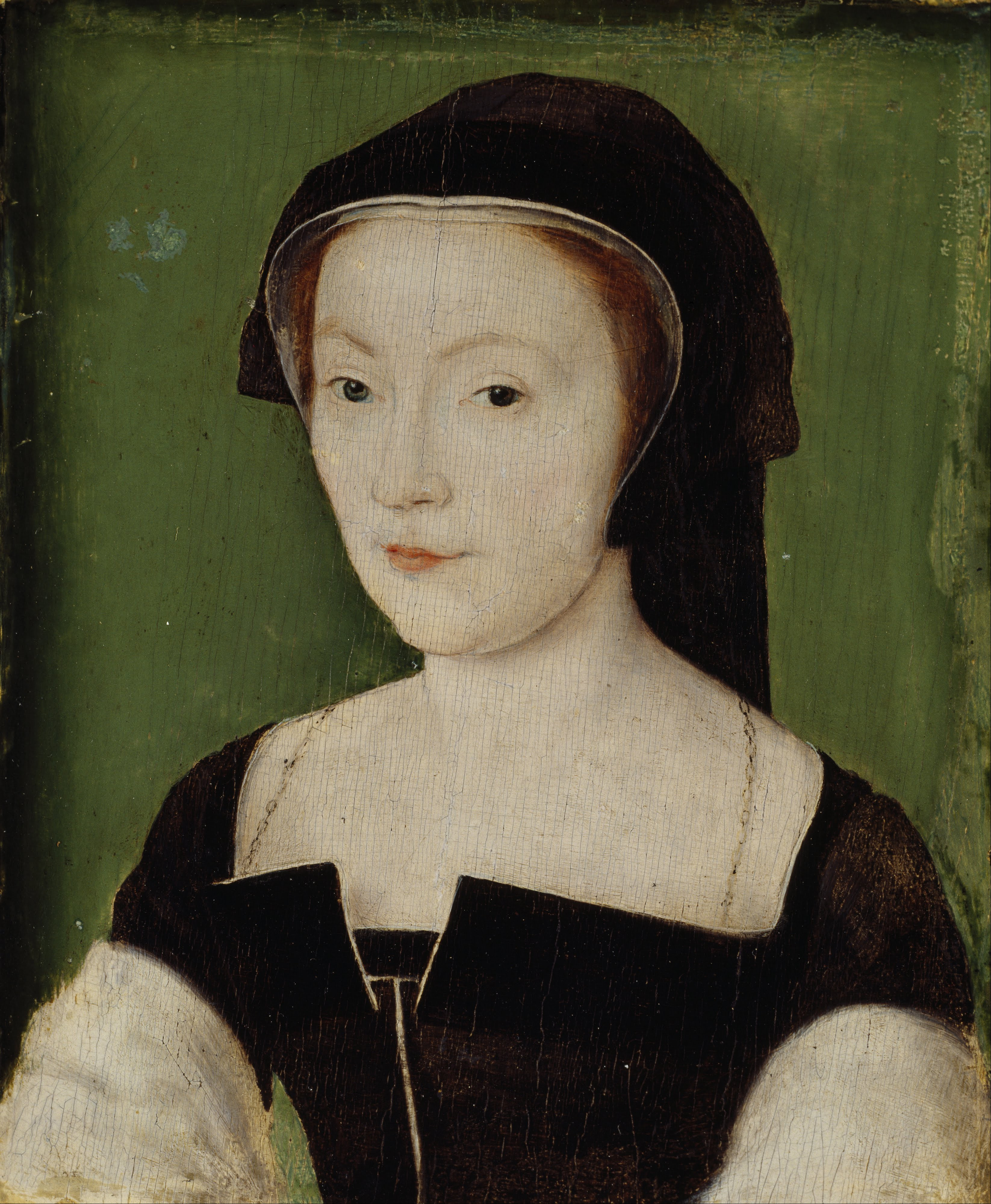
Marie de Guise, regină a Scoției
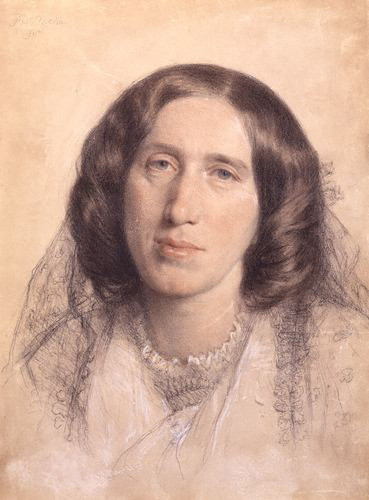
George Eliot, scriitoare britanică
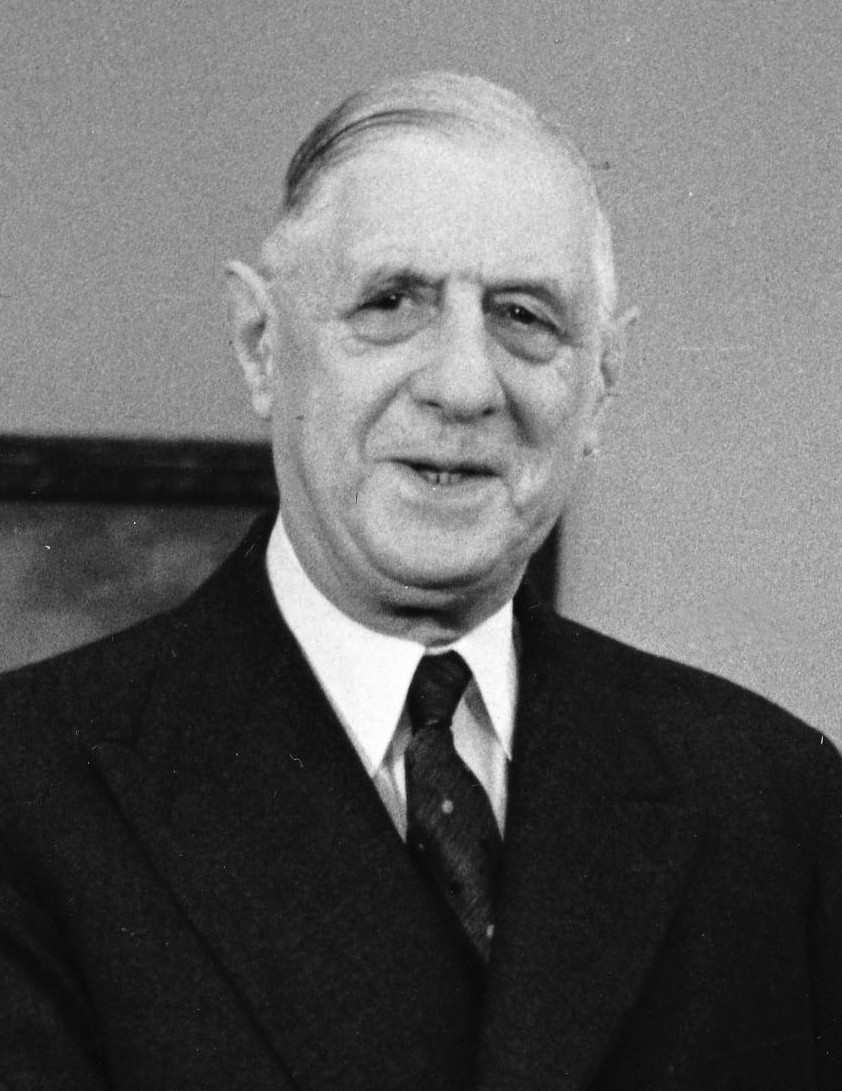
Charles de Gaulle, președinte al Franței

- 1710: Wilhelm Friedemann Bach, compozitor german, fiul compozitorului Johann Sebastian Bach (d. 1784)
- 1727: Ercole al III-lea d'Este, fiul ducelui Francesco al III-lea d'Este (d. 1803)
- 1728: Karl Frederic, Mare Duce de Baden (d. 1811)
- 1770: Prințesa Caroline de Parma (d. 1804)
- 1780: Conradin Kreutzer, compozitor german (d. 1849)
- 1787: Rasmus Rask, filozof danez (d. 1832)
- 1792: Ferdinand, Prinț Ereditar al Danemarcei, nepot al regelui Frederic al V-lea al Danemarcei (d. 1863)
- 1808: Thomas Cook, investitor britanic (d. 1892)
- 1817: François Bonvin, pictor francez (d. 1887)
- 1819: George Eliot, scriitoare britanică (d. 1880)
- 1840: Émile Lemoine, matematician francez (d. 1912)
- 1842: José María de Heredia, scriitoare cubaneză, de limbă franceză (d. 1905)
- 1849: Fritz Mauthner, scriitor și filozof german (d. 1923)
- 1850: Georg Dehio, istoric de artă german (d. 1932)
- 1852: Paul Henri d'Estournelles de Constant, politician francez și scriitor, laureat al Premiului Nobel pentru Pace în 1909 (d. 1924)
- 1852: Marie Adrien Lavieille, pictoriță franceză (d. 1911)
- 1857: George Gissing, scriitor englez (d. 1903)
- 1877: Endre Ady, considerat cel mai mare poet maghiar al secolului al XX-lea (d. 1919)
- 1878: Mihail Alexandrovici Romanov, țar rus (d. 1918)
- 1883: Prințul Konrad de Bavaria, membru al casei regale bavareze de Wittelsbach (d. 1969)
- 1884: Alexandru Rusu, episcop greco-catolic și mitropolit al Bisericii Române Unite cu Roma (d. 1963)
- 1890: Generalul Charles de Gaulle a fost ales președinte al celei de–a V–a Republici Franceze. (d. 1970)
- 1901: Lee Patrick, actriță americană (d. 1982)

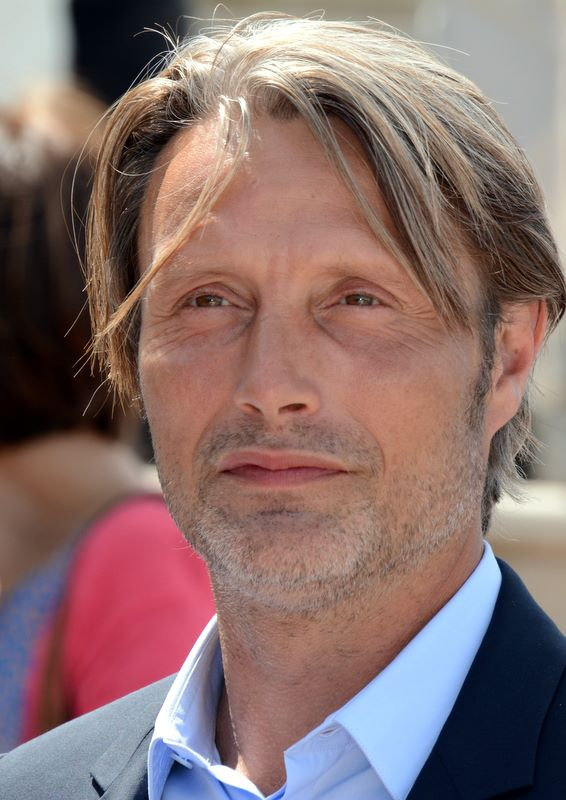
Mads Mikkelsen, actor danez
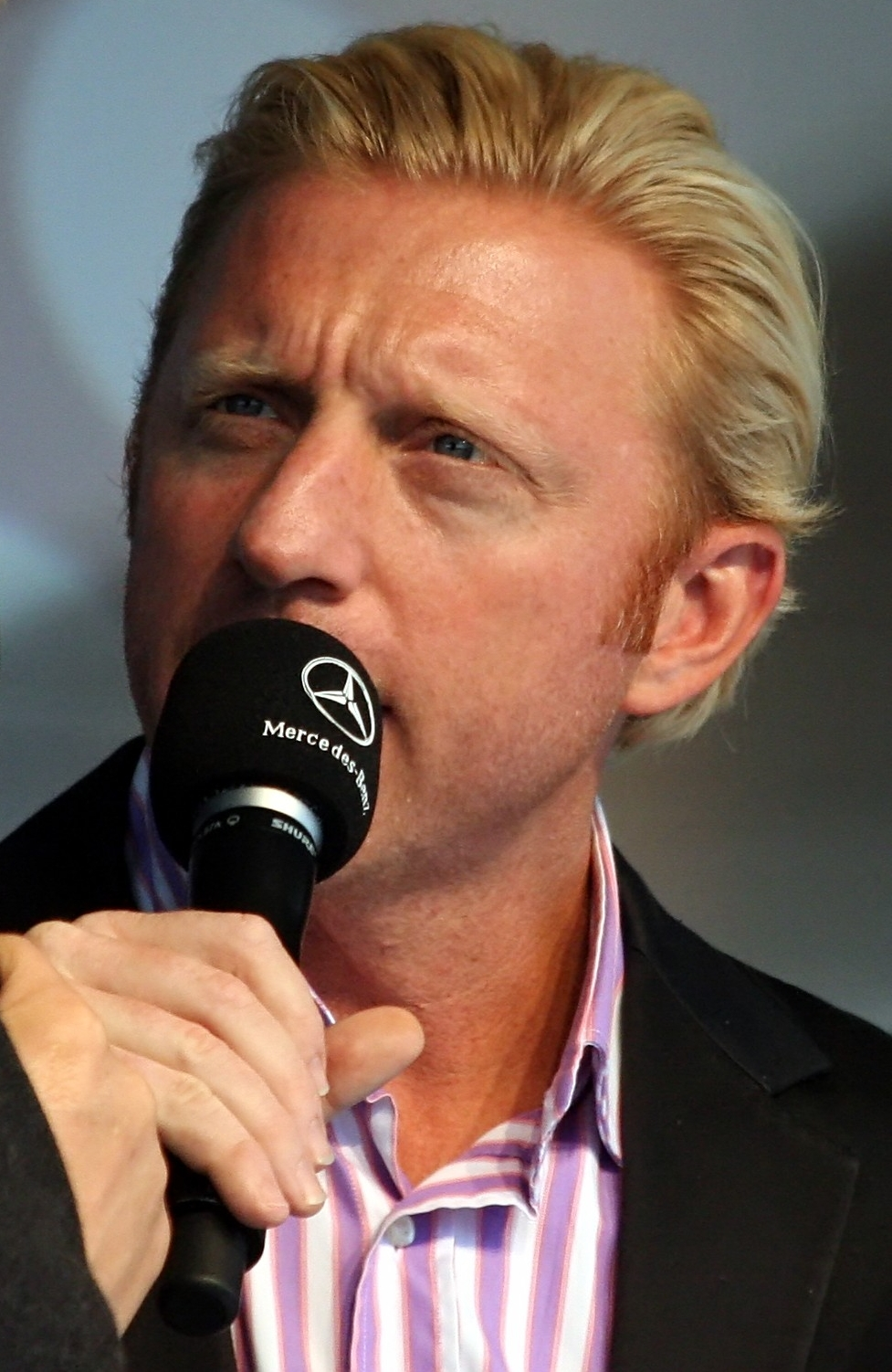
Boris Becker, tenisman german
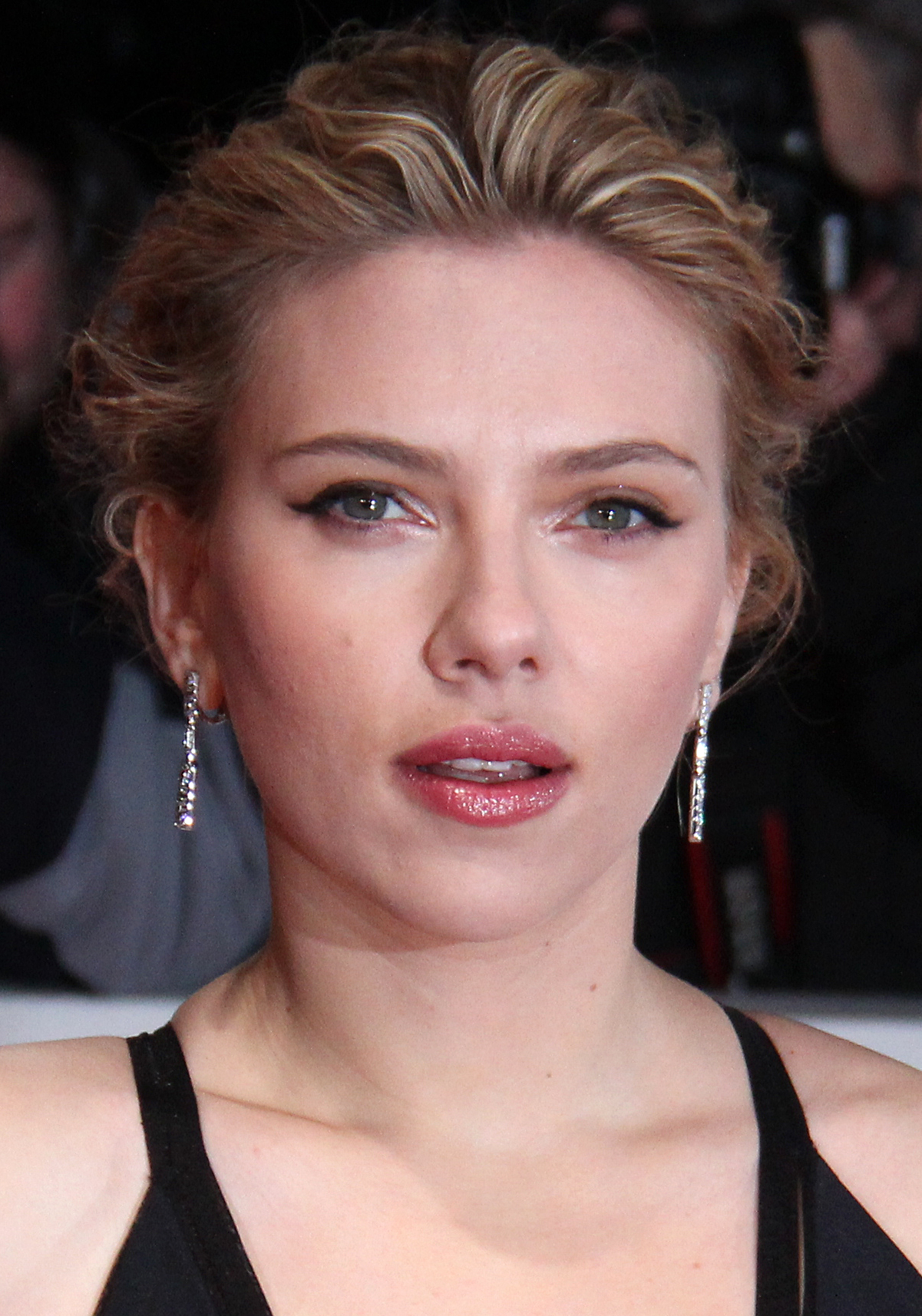
Scarlett Johansson, actriță americană

- 1901: Joaquín Rodrigo, compozitor spaniol (d. 1999)
- 1904: Louis Néel, fizician francez, laureat al Premiului Nobel în 1970 (d. 2000)
- 1904: Tamara Ciobanu, cântăreață de operă și muzică populară din Republica Moldova (d. 1990)
- 1913: Benjamin Britten, compozitor, dirijor și pianist englez (d. 1976)
- 1917: Andrew Huxley, medic britanic, laureat al Premiului Nobel în 1963 (d. 2012)
- 1923: Arthur Hiller, regizor canadian de film (d. 2016)
- 1930: Ion Marinescu, actor român (d. 1998)
- 1940: Terry Gilliam, regizor american
- 1947: Nevio Scala, antrenor italian de fotbal
- 1948: Radomir Antić, fotbalist și antrenor sârb de fotbal (d. 2020)
- 1957: Dumitru Cipere, pugilist român
- 1958: Ibrahim Iskandar, regele Malaysiei
- 1958: Jamie Lee Curtis, actriță americană
- 1965: Mads Mikkelsen, actor danez
- 1967: Boris Becker, tenisman german
- 1967: Mark Ruffalo, actor american
- 1969: Katrin Krabbe, atletă germană
- 1976: Torsten Frings, fotbalist german
- 1984: Scarlett Johansson, actriță americană
- 1976: Ville Hermanni Valo, cântăreț finlandez (H.I.M.)
- 1989: Gabriel Torje, fotbalist român
- 1993: Adèle Exarchopoulos, actriță franceză
- 1993: Marc Soler, ciclist spaniol

## Decese
- 1872: Domingo Valdivieso, artist spaniol (n. 1830)
- 1901: Vasile Urechia-Alexandrescu, istoric, scriitor și politician român, membru fondator al Societății Academice Române (n. 1834)
- 1907: Asaph Hall, astronom american (n. 1829)
- 1916: Jack London (John Griffith), scriitor american (n. 1876)
- 1927: Francesc Gimeno i Arasa, pictor spaniol (n. 1858)
- 1932: Karl Petri, entomolog din Transilvania (n. 1852)
- 1939: Agatha Bârsescu, actriță română de teatru (n. 1861)
- 1933: Albert Dagnaux, pictor francez (n. 1861)
- 1944: Arthur Eddington, astrofizician și matematician britanic (n. 1882)
- 1963: Aldous Huxley, scriitor englez (n. 1894)

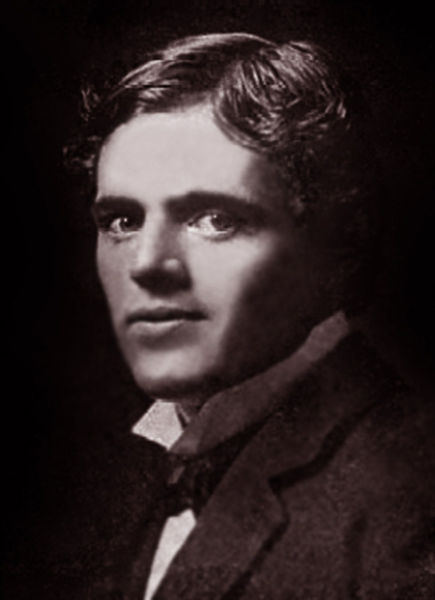
Jack London, scriitor american
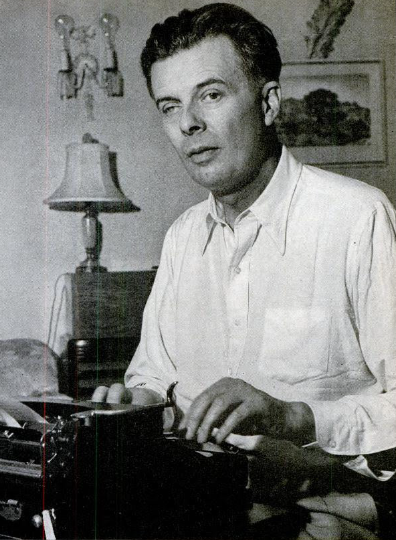
Aldous Huxley, scriitor englez
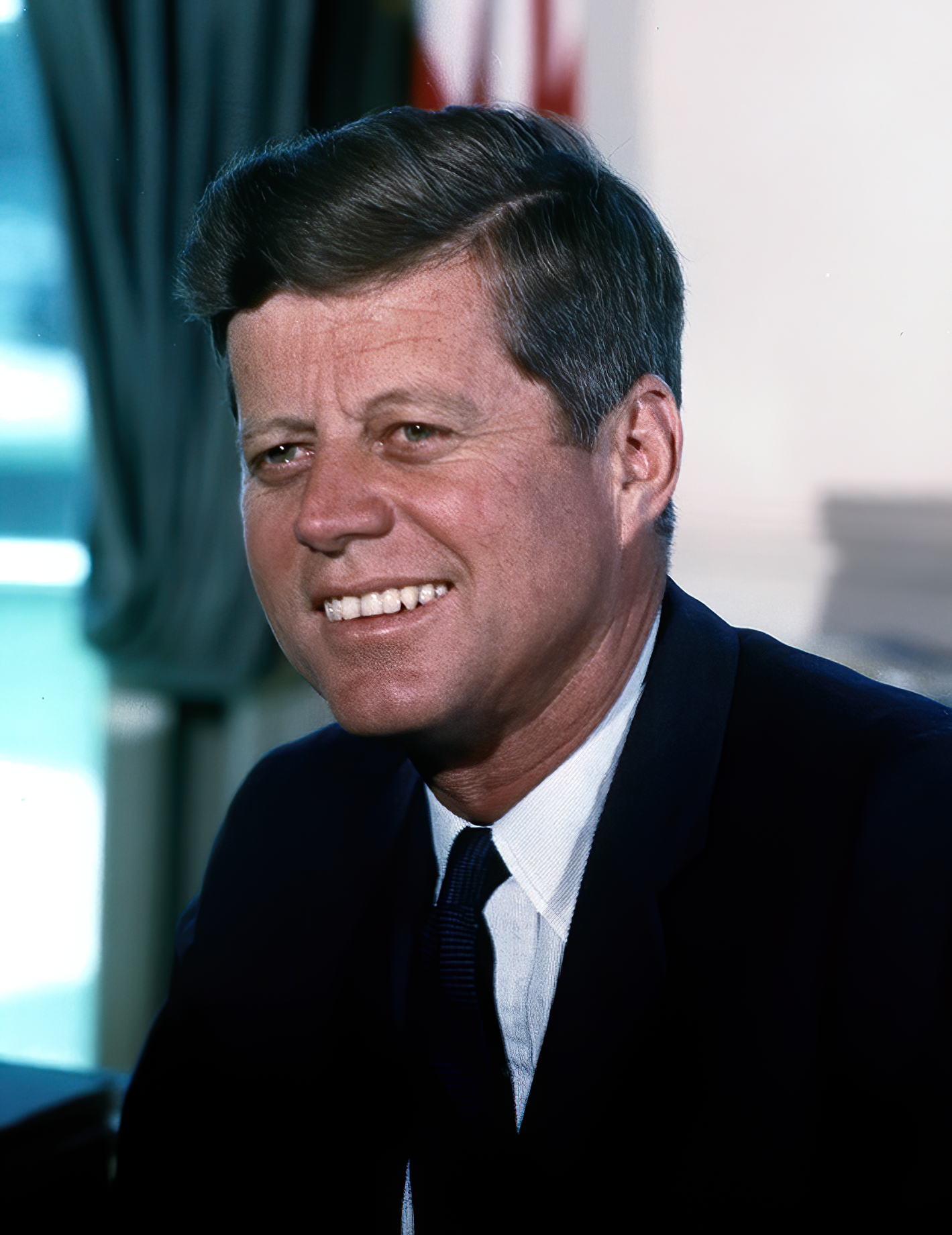
John F. Kennedy, președinte american

- 1963: John F. Kennedy, al 35-lea președinte al Statelor Unite ale Americii (n. 1917)
- 1963: C. S. Lewis, scriitor britanic (n. 1898)
- 1972: Horia Hulubei, fizician român, membru al Academiei Române (n. 1896)
- 2002: Infanta Beatriz a Spaniei, fiica regelui Alfonso al XIII-lea al Spaniei (n. 1909)
- 2006: Lucian Raicu, eseist și critic literar român, stabilit (1988) în Franța (n. 1934)
- 2009: Nuni Dona, pictoriță română (n. 1916)
- 2007: Maurice Béjart, dansator și coregraf francez (n. 1927)
- 2007: Ioanichie Bălan, scriitor, duhovnic și arhimandrit român (n. 1930)
- 2011: Elisabeta, Ducesă de Hohenberg (n. 1922)
- 2011: Svetlana Allilueva, fiica lui Stalin (n. 1926)
- 2011: Danielle Mitterrand, soția fostului președinte francez François Mitterrand (n. 1924)
- 2012: Bryce Courtenay, scriitor australian (n. 1933)
- 2013: Mircea Crișan, actor și regizor român (n. 1924)
- 2013: Octavian Șchiau, filolog român, profesor la Leipzig, Tübingen și Cluj, întemeietorul studiilor filologice la Universitatea din Alba Iulia (n. 1930)
- 2017: Dmitri Aleksandrovich Hvorostovski, bariton rus (n. 1962)

## Sărbători
- Sfântul Apostol Filimon, Arhip și Onisim; Sf. Mc. Cecilia (calendar bizantin)
- Sfânta Cecilia (calendar latin)
- Liban: Ziua națională. Proclamarea independenței față de Franța (1943)